# Adelsromanzen
Adelsromanzen ist eine Fernsehfilmreihe aus dem Jahr 2002.
Im Auftrag der Degeto Film produzierten Heidi Ulmke und Michael Smeaton mit ihrer Produktionsfirma drei voneinander unabhängige Romanzen in Adelskreisen. Den Drehbüchern lagen keine literarische Vorlagen zugrunde. Die Dreharbeiten fanden 2001 statt.
Am 8., 15., und 22. März 2002 erfolgte die Erstausstrahlung in der ARD.

## Fernsehfilme
- 2002: Jenseits des Regenbogens
- 2002: Sehnsucht nach Sandin
- 2002: Die Kristallprinzessin

## Rezeption
TV Spielfilm bemängelt beim Fernsehfilm Jenseits des Regenbogens „dagegen wirkt Pilcher ja regelrecht modern“ und bewertete den Fernsehfilm Sehnsucht nach Sandin als „dünnes Dramolett mit dicker Schmelzschicht“. TV Today verriss den Filmfilm Die Kristallprinzessin als „Träume aus Kristall – für Köpfe voller Luft“.

## DVD-Veröffentlichung
Im September 2020 erschien die Fernsehfilmreihe bei Pidax in einer Box mit 3 DVD.